# Abborrtjärnen (Örträsks socken, Lappland, 711527-164088)
Abborrtjärnen är en sjö i Lycksele kommun i Lappland och ingår i Lögdeälvens huvudavrinningsområde. Sjön har en area på 0,0526 kvadratkilometer och ligger 364,8 meter över havet. Sjön avvattnas av vattendraget Mossavattsbäcken.

## Delavrinningsområde
Abborrtjärnen ingår i det delavrinningsområde (711541-164055) som SMHI kallar för Ovan 711383-164119. Medelhöjden är 379 meter över havet och ytan är 3,1 kvadratkilometer. Det finns inga avrinningsområden uppströms utan avrinningsområdet är högsta punkten. Mossavattsbäcken som avvattnar avrinningsområdet har biflödesordning 2, vilket innebär att vattnet flödar genom totalt 2 vattendrag innan det når havet efter 101 kilometer. Avrinningsområdet består mestadels av skog (98 procent). Avrinningsområdet har 0,05 kvadratkilometer vattenytor vilket ger det en sjöprocent på 1,7 procent.